# Організація ісламського співробітництва
Організація ісламського співробітництва (до 28 червня 2011 року Організація Ісламська конференція, ОІК), (англ. Organisation of the Islamic Cooperation (OIC), араб. منظمة التعاون الاسلامي) — міжнародна організація ісламських країн.

Прапор ОІК

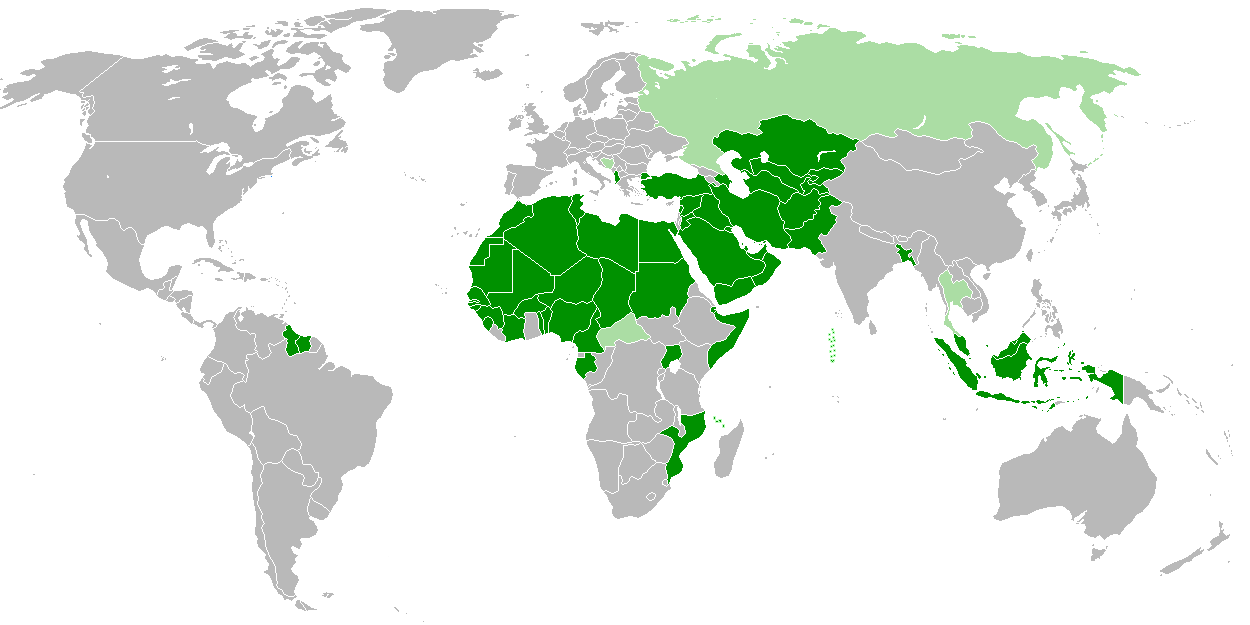
Країни-учасники ОІК (темно-зелений колір) і країни-спостерігачі (світло-зелений колір)

Заснована 25 вересня 1969 року на Конференції глав мусульманських держав у Рабаті з метою забезпечення ісламської солідарності в соціальній, економічній і політичній сферах, боротьби проти колоніалізму, неоколоніалізму й расизму та підтримки Організації звільнення Палестини. Статус спостерігачів мають Боснія і Герцеговина, Центральноафриканська Республіка, Російська Федерація, а також Національно-визвольний фронт Філіппін Моро й ряд організацій (ООН, Рух неприєднання тощо). Штаб-квартира організації знаходиться в Джидді (Саудівська Аравія).
Організація Ісламського співробітництва є найбільшою й найвпливовішою офіційною урядовою мусульманською міжнародною організацією. У цей час об'єднує 57 країн із населенням близько 1,2 млрд людей. Спочатку до її складу входили 25 держав Азії й Африки та Організація звільнення Палестини. Мета створення ОІК: співробітництво між мусульманськими державами, спільна участь у діяльності на міжнародній арені, досягнення стабільного розвитку країн-учасниць.
Керівні органи ОІК: зустріч королів, глав держав і урядів (саміт), конференція міністрів закордонних справ, генеральний секретаріат і допоміжні органи (Стаття 3 Статуту ОІК). Зустріч королів, глав держав і урядів (саміт) обумовлює спільну політику мусульманських держав. Подібні зустрічі проводяться раз на три роки.
Конференція міністрів закордонних справ проводиться щорічно. При необхідності скликаються позачергові конференції. Генеральний секретаріат є виконавчим органом ОІК. Головою секретаріату є Генеральний секретар, що обирається конференцією Міністрів закордонних справ на чотирирічний термін. Повноваження Генерального секретаря можуть бути продовжені тільки один раз. У генерального секретаря чотири заступники: з політичних питань, з науки й технологій, з економічних питань, із соціальних, культурних та інформаційних питань. Крім заступників є директор кабінету, що організує чисто технічну роботу секретаріату.
У складі Генерального секретаріату діє ряд відділів: соціально-економічний, з науки й техніки, у справах Азії, у справах Африки, з міжнародних питань, інформації, із прав людини й справ релігійних меншин, у справах мусульманських неурядових організацій тощо.
Тепер ОІК переживає період модернізації. У цьому зв'язку, на черговому саміті ОІК у Дакарі (Сенегал) у березні 2008 року був прийнятий новий Статут Організації.
28 червня 2011 рішенням 38-ї сесії Ради міністрів закордонних справ ОІК, що відбулася в Астані Організація ісламська конференція перейменована в Організацію ісламського співробітництва (ОІС).
При ОІС діє ряд самостійних організацій, що створені за рішеннями її конференцій і діяльність яких координується Генеральним секретаріатом:
- Ісламський банк розвитку
- Ісламське агентство новин
- Організація радіомовної й телевізійної служби ісламських держав
- Ісламська комісія з економічних і культурних питань
- Ісламський центр професійно-технічного навчання й досліджень
- Ісламський фонд науково-технічного розвитку
- Центр дослідження ісламського мистецтва й культури
- Фонд Єрусалима, Комітет з Єрусалиму
- Ісламська торгово-промислова палата
- Організація ісламських столиць
- Центр статистичних, економічних і соціальних досліджень
- Комітет ісламської солідарності з мусульманськими африканськими країнами зони Сахеля
- Ісламська асоціація судновласників
- Ісламський центр розвитку торгівлі
- Ісламський фонд розвитку
- Ісламський суд справедливості
- Ісламська організація з питань освіти, науки й культури

## Члени ОІС
| Азербайджан Алжир Албанія Афганістан Бангладеш Бахрейн Бенін Бруней Буркіна-Фасо Габон Гаяна Гамбія Гвінея Гвінея-Бісау Джибуті | Єгипет Індонезія Йорданія Ірак Іран Ємен Камерун Казахстан Катар Киргизстан Коморські Острови Кот-д'Івуар Кувейт Ліван | Лівія Мавританія Малайзія Малі Мальдіви Марокко Мозамбік Нігер Нігерія ОАЕ Оман Пакистан Палестина Саудівська Аравія Сенегал | Сирія Сомалі Судан Суринам Сьєрра-Леоне Таджикистан Того Туніс Туркменістан Туреччина Уганда Узбекистан Чад | Спостерігачі: - Росія - Боснія і Герцеговина - Центральноафриканська Республіка - Таїланд - Турецька Республіка Північного Кіпру — з 1979 А також, організації: - Національний фронт звільнення Моро — з 1977 Міжнародні організації: - ООН — з 1976 - Рух неприєднання — з 1977 - Ліга арабських держав — з 1975 - Африканський Союз — з 1977 - Організація економічного співробітництва (ECO) — з 1995 |

## Важливі рішення
- Каїрська декларація прав людини в ісламі